# Wald (Sigmaringen)

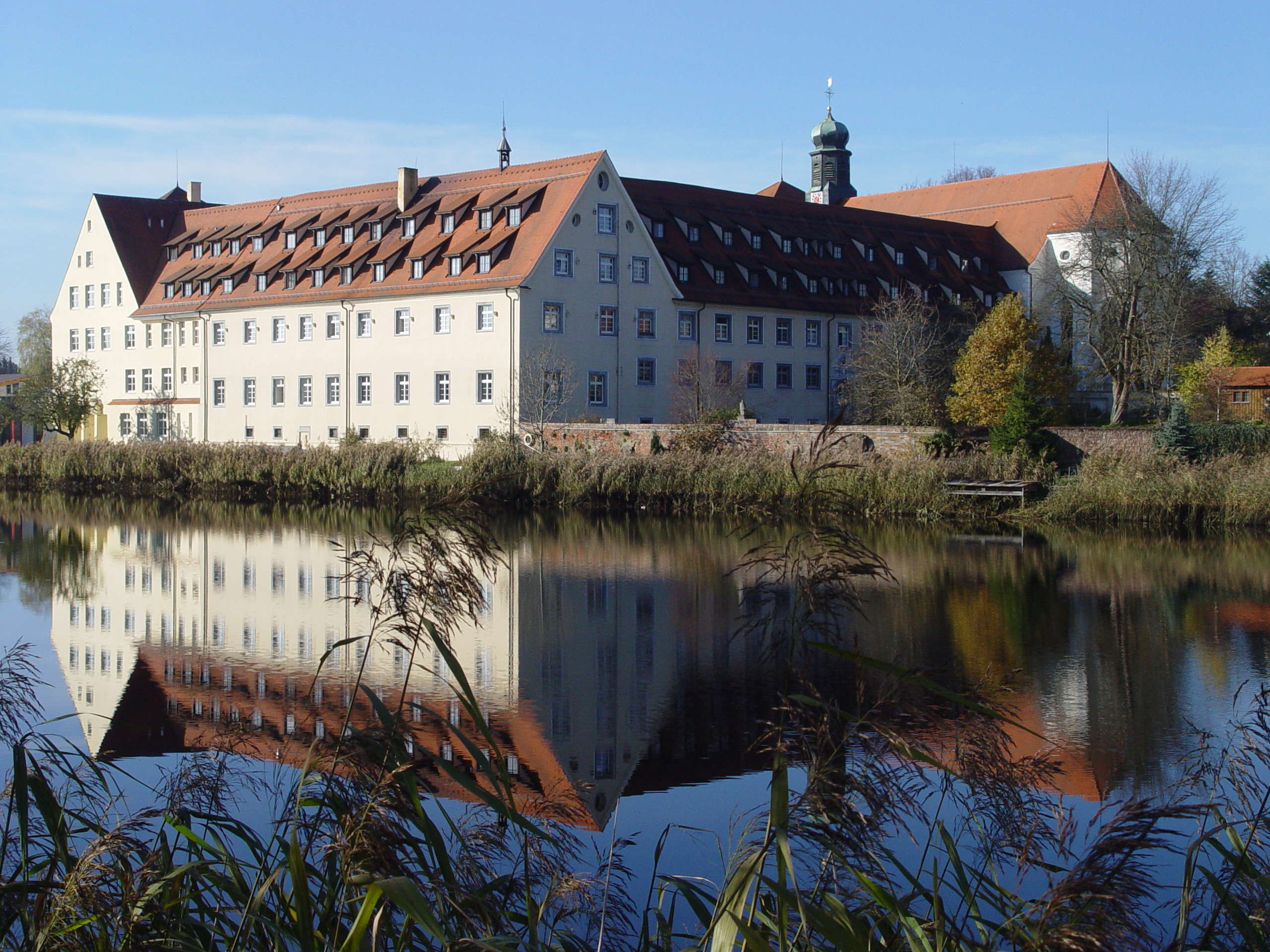
"Kloster Wald"

Wald é um município localizado no distrito de Sigmaringen, em Baden-Württemberg, Alemanha.